# Ephedra fedtschenkoae
Ephedra fedtschenkoae är en kärlväxtart som beskrevs av Ove Wilhelm Paulsen. Ephedra fedtschenkoae ingår i släktet efedraväxter, och familjen Ephedraceae. Inga underarter finns listade i Catalogue of Life.